# Campeonato Paulista de Futebol de 1902
O Campeonato da Liga Paulista Foot-Ball de 1902 foi a 1.ª edição da competição entre clubes de futebol paulistanos filiados à LPF, a primeira entidade criada no Brasil e a organizar um torneio da modalidade. É o primeiro evento esportivo reconhecido oficialmente pela FPF como um Campeonato Paulista de Futebol.
Disputado entre 3 de maio e 26 de outubro daquele ano, sua edição pioneira contou com a participação de cinco equipes fundadoras da Liga Paulista de Futebol: São Paulo Athletic, Paulistano, Mackenzie, Internacional e Germânia. O primeiro campeão foi o São Paulo Athletic, equipe formada basicamente por ingleses ou filhos de britânicos.

## História
A Liga Paulista de Foot-Ball foi fundada em dezembro de 1901, principalmente pela iniciativa de diretores do Sport Club Internacional, como Antonio Casemiro da Costa.
Outras quatro agremiações amadoras tomaram parte dessa fundação: São Paulo Athletic Club, Club Athletico Paulistano, Associação Atlhetica Mackenzie College e Sport Club Germânia. O número reduzido de participantes denotou uma preocupação de se constituir uma liga exclusiva, feita para preservar o destaque social dos jogadores que ofereceriam espetáculos.

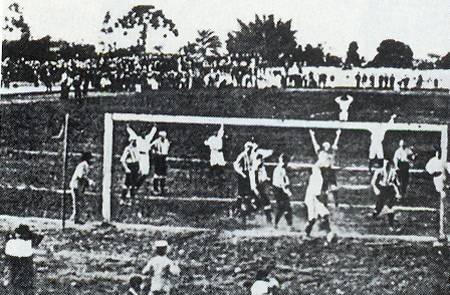
São Paulo Athletic Club e Club Athletico Paulistano na final do Campeonato Paulista de 1902 (2x1), primeiro estadual jogado no Brasil.

Cada equipe tentava representar um perfil. O Paulistano era uma equipe formada exclusivamente por brasileiros, embora fosse o mais elitista entre os participantes. O São Paulo Athletic e o Germânia representavam respectivamente as colônias inglesa e alemã. No Mackenzie, os jogadores eram estudantes brasileiros ou filhos de imigrantes que defendiam uma instituição de ensino estadunidense, subordinada à Igreja Presbiteriana e à Universidade de Nova Iorque. O Internacional era aberto a atletas de todas as origens, contando com brasileiros, ingleses e alemães.
Uma novidade importante em relação ao turfe e ao ciclismo, outros esportes elitizados em São Paulo, era a proibição a atletas profissionais nos jogos da liga.
O troféu em disputa seria a Taça Antonio Casimiro da Costa, oferecida pelo fundador da LPF. A equipe que vencesse três campeonatos ficaria com a posse definitiva da taça.
As partidas foram marcadas para os campos do São Paulo Athletic (na Rua da Consolação), do Parque Antárctica Paulista e do Velódromo de São Paulo (também na Rua da Consolação, onde eram disputadas provas de ciclismo e era a casa do Paulistano).
O primeiro jogo da história do campeonato foi Mackenzie 2–1 Germânia, realizado no campo do Parque Antártica Paulista em 3 de maio. Coube a Mario Eppinghaus, do Mackenzie, a honra de marcar o primeiro gol da história da competição.
No final, o São Paulo Athletic sagrou-se campeão depois da realização de um jogo extra contra o Paulistano, pois ambos haviam empatado na classificação geral, com 12 pontos cada.
Ao todo, o primeiro campeonato da LPF teve 21 jogos e 60 gols marcados (uma média de 2,86 por partida).
A duração dos jogos era de 80 minutos, divididos em dois tempos de 40.

## Regulamento
Segundo o estatuto do campeonato:
- Cada clube tem de jogar duas partidas com os outros participantes, sendo uma como mandante e outra como visitante. (Artigo 18)
- Quando um dos clubes não comparecer no lugar, dia e hora designados para a partida, esta será considerada ganha pelo clube que comparecer. Se nenhum clube comparecer, a partida será considerada perdida para os dois ausentes. (Artigo 19)
- As partidas só podem ser adiadas por motivo de grande relevância, a juízo dos representantes da Liga encarregados de fiscalizá-lo. O clube que, infringindo esse artigo, deixar de disputar três partidas consecutivas, será considerado desligado, ficando nulas as partidas já jogadas. (Artigo 20)
- O clube vencedor do campeonato anual recebe uma taça, pela qual fica responsável, e terá possa definitiva dessa taça aquele que for vencedor de três taças consecutivas. (Artigo 21)
- O campeão é a equipe que somar mais pontos (a vitória vale dois pontos, e o empate, um ponto). Havendo empate no resultado final, disputa-se um jogo extra. Essa partida desempate terminar em empate, é feita uma prorrogação não superior a 30 minutos. Se terminada essa prorrogação continuar o empate, é marcada uma nova partida, e assim por diante. (Artigo 22)

## Participantes
| Equipe             | Cidade    | Participação | Fundação               |
| ------------------ | --------- | ------------ | ---------------------- |
| Germânia           | São Paulo | 1ª           | 7 de setembro de 1899  |
| Internacional      | São Paulo | 1ª           | 19 de agosto de 1899   |
| Mackenzie          | São Paulo | 1ª           | 18 de agosto de 1898   |
| Paulistano         | São Paulo | 1ª           | 29 de dezembro de 1900 |
| São Paulo Athletic | São Paulo | 1ª           | 13 de maio de 1888     |

## Fase única
| 3 de maio de 1902 | Mackenzie                                | 2 – 1 | Germânia      | Parque da Antarctica Paulista, São Paulo |
|                   | Mario Eppingaus · Alício de Carvalho 83' |       | Kirschner 37' | Árbitro: Antonio Casimiro da Costa       |

- Mackenzie: Rehder; Belfort Duarte e Warner; Sampaio, Alício de Carvalho e Lourenço; Yelrd, Eppinghauss, Pedro Bicudo, Armando Paixão e Lopes
- Germânia: Brasche; Riether e Nobiling; Kawwal, Baumann e Muss; Linz, Russo, Kirschner, Nicolau Gordo e Hinghehardt

| 8 de maio de 1902 | São Paulo Athletic                      | 4 – 0 | Paulistano | Velódromo de São Paulo, São Paulo |
|                   | Charles Miller · Boyes · Walter Jeffery |       |            |                                   |

| 11 de maio de 1902 | Germânia     | 2 – 0 | Internacional | Parque da Antarctica Paulista, São Paulo |
|                    | A. Kirschner |       |               |                                          |

| 13 de maio de 1902 | São Paulo Athletic      | 3 – 0 | Mackenzie | Velódromo de São Paulo, São Paulo |
|                    | Charles Miller · Brough |       |           |                                   |

| 29 de maio de 1902 | Internacional     | 1 – 1 | Mackenzie              | Velódromo de São Paulo, São Paulo |
|                    | Casimiro da Costa |       | Alício de Carvalho 84' |                                   |

| 7 de junho de 1902 | Paulistano                     | 2 – 2 | Mackenzie                            | Velódromo de São Paulo, São Paulo |
|                    | Renato Miranda · Ibanez Salles |       | Alício de Carvalho · Mario Eppingaus |                                   |

| 8 de junho de 1902 | São Paulo Athletic      | 3 – 0 | Internacional | Campo da Rua Consolação (SPAC), São Paulo |
|                    | Charles Miller · Cobert |       |               |                                           |

| 15 de junho de 1902 | Paulistano                           | 3 – 1 | Internacional | Parque da Antarctica Paulista, São Paulo |
|                     | Álvaro Rocha · João da Costa Marques |       | Holland       |                                          |

| 29 de junho de 1902 | São Paulo Athletic | 0 – 1 | Paulistano       | Campo da Rua Consolação (SPAC), São Paulo |
|                     |                    |       | Álvaro Rocha 33' |                                           |

| 14 de julho de 1902 | Germânia | 0 – 2 | Mackenzie                         | Parque da Antarctica Paulista, São Paulo |
|                     |          |       | Alício de Carvalho · Pedro Bicudo |                                          |

| 20 de julho de 1902 | São Paulo Athletic              | 4 – 0 | Germânia | Parque da Antarctica Paulista, São Paulo |
|                     | Charles Miller · Walter Jeffery |       |          |                                          |

| 27 de julho de 1902 | Paulistano                                | 2 – 0 | Germânia | Parque da Antarctica Paulista, São Paulo |
|                     | Edgard de Barros · Oscar da Costa Marques |       |          |                                          |

| 3 de agosto de 1902 | Germânia | 0 – 3 | São Paulo Athletic                | Campo da Rua Consolação (SPAC), São Paulo |
|                     |          |       | Biddell · Brough · Charles Miller |                                           |

| 10 de agosto de 1902 | Internacional     | 1 – 1 | Germânia      | Velódromo de São Paulo, São Paulo |
|                      | Duarte de Azevedo |       | Nicolau Gordo |                                   |

| 17 de agosto de 1902 | Germânia      | 1 – 1 | Paulistano                 | Velódromo de São Paulo, São Paulo |
|                      | Nicolau Gordo |       | Oscar da Costa Marques 36' |                                   |

| 24 de agosto de 1902 | Internacional | 0 – 0 | São Paulo Athletic | Campo da Rua Consolação (SPAC), São Paulo |
|                      |               |       |                    |                                           |

| 14 de setembro de 1902 | Internacional | 0 – 2 | Paulistano                      | Velódromo de São Paulo, São Paulo |
|                        |               |       | Álvaro Rocha · Edgard de Barros |                                   |

| 20 de setembro de 1902 | Mackenzie                                         | 4 – 4 | São Paulo Athletic              | Campo da Rua Consolação (SPAC), São Paulo |
|                        | Pedro Bicudo · Edmundo Lopes · Alício de Carvalho |       | Brough · Charles Miller · Boyes |                                           |

| 4 de outubro de 1902 | Mackenzie | 0 – 3 | Paulistano                                                | Velódromo de São Paulo, São Paulo |
|                      |           |       | João da Costa Marques · Álvaro Rocha · Berwasky Cerqueira |                                   |

| 25 de outubro de 1902 | Mackenzie                           | 2 – 1 | Internacional     | Campo da Rua Consolação (SPAC), São Paulo |
|                       | Alício de Carvalho · Antonio Telles |       | Casimiro da Costa |                                           |

## Classificação
| Classificação | Classificação      | Classificação | Classificação | Classificação | Classificação | Classificação | Classificação | Classificação | Classificação |
| Time | Time               | PG            | J             | V             | E             | D             | GP            | GC            | SG            |
| --- | ------------------ | ------------- | ------------- | ------------- | ------------- | ------------- | ------------- | ------------- | ------------- |
| 1 | São Paulo Athletic | 12            | 8             | 5             | 2             | 1             | 21            | 5             | 16            |
| 2 | Paulistano         | 12            | 8             | 5             | 2             | 1             | 14            | 8             | 6             |
| 3 | Mackenzie          | 9             | 8             | 3             | 3             | 2             | 13            | 15            | - 2           |
| 4 | Germânia           | 4             | 8             | 1             | 2             | 5             | 5             | 15            | - 10          |
| 5 | Internacional      | 3             | 8             | 0             | 3             | 5             | 4             | 14            | - 10          |
| PG - pontos ganhos; J - jogos; V - vitórias; E - empates; D - derrotas; GP - gols pró; GC - gols contra; SG - saldo de gols |                    |               |               |               |               |               |               |               |               |

|  |                                                  |
|  | Fazem partida de desempate para decidir o título |

## Jogo desempate
| 26 de outubro de 1902 | São Paulo Athletic | 2 – 1 | Paulistano   | Velódromo de São Paulo, São Paulo |
|                       | Charles Miller     |       | Álvaro Rocha | Árbitro: Egídio de Souza Aranha   |

|  | São Paulo Athletic | Paulistano |

| SÃO PAULO ATHLETIC                         |  |                    |  |
|                                            |  |                    |  |
| G                                          |  | Walner Jersey      |  |
| Z                                          |  | Geo Kentucky       |  |
| Z                                          |  | Johnson Milsond    |  |
| M                                          |  | Norman Biddell     |  |
| M                                          |  | Oswald L. Wucherer |  |
| M                                          |  | Heyecock           |  |
| A                                          |  | Edgar Boyes        |  |
| A                                          |  | Brough             |  |
| A                                          |  | Charles Millan     |  |
| A                                          |  | Padowski Montandon |  |
| A                                          |  | Blacklok           |  |
| Treinador:Singleton Boyes e Charles Millan |  |                    |  |
|                                            |  |                    |  |

| PAULISTANO |  |                        |  |
|            |  |                        |  |
| G          |  | Tutuba                 |  |
| Z          |  | Costa Marcos           |  |
| Z          |  | Rubiando               |  |
| M          |  | Edgarde Barcos         |  |
| M          |  | Olaf Saiu De Barros    |  |
| M          |  | Renato Mirand          |  |
| A          |  | (Vevé)                 |  |
| A          |  | João de Costa Marques  |  |
| A          |  | Álvarrocha             |  |
| A          |  | Ibanez Sallis          |  |
| A          |  | Oscar De Costa Marques |  |
| Treinador: |  |                        |  |
|            |  |                        |  |

## Premiação
| Campeão Paulista de 1902       |
| ------------------------------ |
| SÃO PAULO ATHLETIC (1º título) |

## Classificação geral
| Classificação geral | Classificação geral | Classificação geral | Classificação geral | Classificação geral | Classificação geral | Classificação geral | Classificação geral | Classificação geral | Classificação geral |
| Time | Time                | PG                  | J                   | V                   | E                   | D                   | GP                  | GC                  | SG                  |
| --- | ------------------- | ------------------- | ------------------- | ------------------- | ------------------- | ------------------- | ------------------- | ------------------- | ------------------- |
| 1 | São Paulo Athletic  | 14                  | 9                   | 6                   | 2                   | 1                   | 23                  | 6                   | 17                  |
| 2 | Paulistano          | 12                  | 9                   | 5                   | 2                   | 2                   | 15                  | 10                  | 5                   |
| 3 | Mackenzie           | 9                   | 8                   | 3                   | 3                   | 2                   | 13                  | 15                  | - 2                 |
| 4 | Germânia            | 4                   | 8                   | 1                   | 2                   | 5                   | 5                   | 15                  | - 10                |
| 5 | Internacional       | 3                   | 8                   | 0                   | 3                   | 5                   | 4                   | 14                  | - 10                |
| PG - pontos ganhos; J - jogos; V - vitórias; E - empates; D - derrotas; GP - gols pró; GC - gols contra; SG - saldo de gols |                     |                     |                     |                     |                     |                     |                     |                     |                     |

|  |                        |
|  | Campeão da LPF de 1902 |